# Ernie Wasson

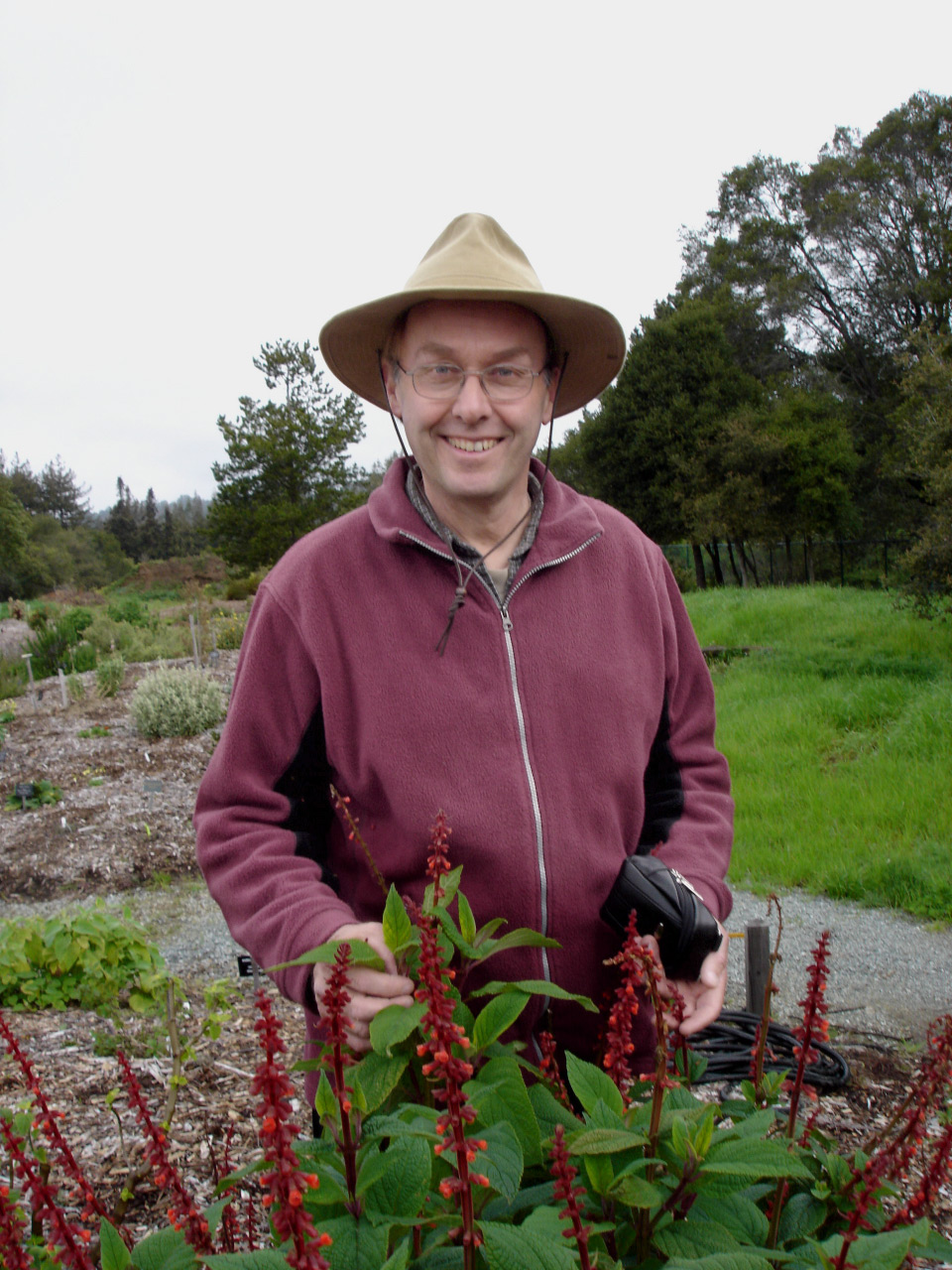
Ernie Wasson con Salvia confertiflora, 2005.

Ernie George Wasson (10 de enero de 1950 en Berkeley, California, Estados Unidos) es un jardinero estadounidense, horticultor y autor.
Wasson estudió desde 1968 hasta 1974 en la Humboldt State University, donde se graduó como Bachiller en Ciencias en Geografía en 1974.
De 1978 a 1981 Wasson fue socio de la escuela de horticultura del Condado de Humboldt en California y desde 1979 hasta 1981, fue miembro de la junta en el College of Redwoods y más tarde fue profesor en el Green Animals Topiary Gardens en Rhode Island.
De 1982 a 1984, se graduó en la Longwood Graduate Program in Ornamental Horticulture and Public Garden Management Universidad de Delaware como Maestro en ciencias.
Desde 1998, ha sido el líder de un jardín de enseñanza en el Cabrillo College en Aptos.
Wasson ha trabajado para el Berkeley Horticultural Nursery. Fue asesor de la edición original en inglés de Botanica 2003.